# طاشبينار
طاشبينار (الاسم بايونانية: Αγγολεμι, Angolemi ) هي قرية مشتركة بين الجمهورية التركية والجمهورية القبرصية؛ حيث تتصل بالجمهورية القبرصية عن طريق نيقوسيا باسم دي يوري، بينما تتصل بالجمهورية التركية عن طريق بلدة جوزال يورط باسم دي فكتو. تُعرف أيضًا ب Angolœmi أو Angolǣmi. يبلغ عدد سكانها 212 نسمة، حيث قل عدد سكانها في الفترة ما بين عامي 1996 و 2006 ميلاديًا؛ تبلغ نسبة المواطنين الأتراك الذن يعيشون في هذه القرية 30% من إجمالي السكان. ومن حيث المساحة فتبلغ مساحتها 6.727 كيلومترًا.
أسستها الأسرة الملكية اللوزينيانية. يُعتقد أن الاسم الأصلي لها Angolem، وهو ينحدر من اسم مدينة فرنسية تُعرف بـ Angouleme (أنغوليم).
في عام 1489 ميلاديًا، أستطاعت جمهورية البندقية فرض سيطرتها عليها. وفي عام 1570 ميلاديًا، أستطاعت الدولة العثمانية السيطرة عليها. وفي التسعينيات من القرن السادس عشر أستوطنت بها قبائل اليوروك (Yörük) بعد أن تركها السكان الأصليون. في عام 1878 ميلاديًا، أنضمت إلى المملكة القبرصية المتحدة.
في عام 1960 ميلاديًا، بدأت الصراعات العرقية بعد إعلان قيام الجمهورية القبرصية؛ وعلى الرغم من انضمامها للدولة العثمانية في 14 أغسطس 1974 ميلاديًا بموجب إتفاقية سلام قبرص، فإن الجيش التركي لم يدخل القرية إلا بعد ذلك التاريخ. ومنذ عام 2008 ميلاديًا، أستمر أتتصالها ببلدة لافكا التركية.
يعتمد اقتصادها بشكل أساسي على الزراعة، وتربية الماشية، والسقاية. تشتهر بشمامها، وببطيخها، وخضرواتها.
كود التليفون في جميع أنحاء شمال قبرص (قبرص الشمالية) يبدأ بـ +9032، ويكون كودها الأقليمي 723. تعتمد وسائل مواصلاتها المختلفة على طريقين أسفلتيين.

## أصل التسمية
اسم القرية باللغة تركية؛ طاشبينار ليس له علاقة بالاسم القديم «أنغوليم». نظراً لهذا، فأن الاسم التركي للقرية طاشبينار يوجد في أكبر قائمة لاسماء القري باللغة التركية في قبرص. غيُر أسم طاشبينار مثلها مثل باقي القري عام 1958. أن اسم طاشبينار وفقاً لبعض الأدعائات سمي من قِبل اللوزينيان في فرنسا على أثر اسم المدينة أنغوليم. ووفقاً لبعض الأدعائات الآخري بانها سميت أثر أحد الفرسان في عصور وسطى جاء من بعد أنغوليم. وهناك أدعاء آخر أن القرية سميت أثر اسم صاحب القرية باتريك بيير. عند النظر إلى قواعد اللغة؛ فأن الأسم في كلمة طاشبينار يتكون من كلمتين هما "taş" و "pınar" فكلمة "taş" باللغة التركية القديمة تعني «الكلمة التي تُظهر التغيرات الكميائية والفزيائية، واللون فيها هو لون المعدن، وهيا عبارة عن مادة صلبة تتكون من الملح والأوكسيد». أما كلمة "pınar" أصلها في اللغة التركية القديمة "bıŋar"و هي تعني الماء المستخرج من باطن الأرض.

## التاريخ
وجِدَ بها مبخرة برونزية ترجع إلى القرنين السابع والثامن قبل الميلاد. تم تأسيسها على يد اللوزينيان. في عام 1489 ميلاديًا، وقع تحت هيمنة الدولة البندقية.
في عام 1570 ميلاديًا، استطاع لا لا مصطفى باشا ضم القرية والمناطق المحيطة لها إلى الدولة العثمانية، وفي هذه الأثناء هربت بعض العائلات الموجودة في القرية إلى المناطق الجبلية. بعد ذلك وفي عام 1572 ميلاديًا، نُقِلَ بدو التركمان من منطقة الأناضول الداخلية، وتم توطينهم في القرية. وفُتِحَت مدرسة للشباب بالقرية.
و بعد فرمان التنظيمات العثمانية ضُمت إلى مدينة لافكا التابعة لمقاطعة جيرما التركية. في عام 1878 ميلاديًا، أنضمت إلى المملكة المتحدة، وفي هذه الفترة ظلت على نفس مكانتها.
قتل الرومان (اليونانيون) بعض أسلافنا الذين تم أسرهم في قرية Angolem
تم إعلان قيام الجمهورية القبرصية عام 1960 ميلاديًا. وفي عام 1963 ميلاديًا، بدأت بها صدامات وصراعات طائفية. أتصلت القرية بخلية دوغانجي التابعة للواء لافكا التابع لحركة المقاومة التركية. في هذه الفترة قتل اليونانيون (الرومان) أثنين من الرعاة الذين كانا ينتظران قطيعهما خارج القرية. وفي الوقت نفسه، شهدت عمليات هجرة من القرى الآخرى، وفي عام 1964 ميلاديًا أرتفع عدد سكانها إلى 600 نسمة.
و في يوم 20 يوليو/تموز عام 1974 ملاديًا، بدأت ثلاث مدرعات يونانية بقصف القرية بالمدفعية. وبعد ساعة ونصف الساعة أستطاع الجنود اليونانيون دخول القرية، وهرب بعض القرويين من المكان وأحتموا بقرية دوغانجي. وفي اليوم نفسه ترك الجنود القرية، وبدأوا الهجوم على قريتي دوغانجي ولافكا. في هذه الأوقات قطع الأتراك الطرق. وفي 22 يوليو/تموز عاد الجنود مرة أخرى إلى القرية وبدأوا في قصفها بالمدفعية مرة أخرى. وأستمرت هذه الصدامات حتى صباح اليوم التالي 23 يوليو/تموز.

خريطة توضح موقع القرية من قبرص

و في اليوم نفسه واليوم نفسه وقَعَ عُمَد قرى طاشبينار، ودوغانجي، وجازناران معاهدة لوقف إطلاق النار مع الجنود اليونانيين. وبعد بدأ تنفيذ المعاهدة هرب القرويين من القرية إلى قرية دوغانجي. وفي 28 يوليو/تموز عاد السكان مرة أخرى إلى القرية، ووجدوا أن أحد عشر شخصًا قد قُتِلوا وتم أسر ما يقرب من 23 أو 37 آخرين. تم إطلاق صراح الأسرى بعد 100 يوم من أسرهم. في 16 أغسطس، هاجم الجيش التركي مدينة لافكا، ولكن في الأيام التالية تم ضم القرية إلى السيطرة التركية بِناءً على طلب من شخصيات مهمة في القرية.
في الخامس والعشرين من شهر يوليو/تموز من كل عام تنظم احتفالية، وأصبح هذا اليوم يُعرف بذكرى شهداء طاشبينار. وفي 2008 ميلاديًا، أتصلت القرية ببلدية لافكا، ولكن أهالي القرية لم يريدوا الأتصال بهذه البلدية وخرجوا إلى الشوارع في مظاهرات. وفي هذا الصدد، دَعَّم عُمدة القرية هذه التظاهرات التي نظمها الأهالي. وفي عام 1972 ميلاديًا، تعرض القرية والمناطق المحيطة بها لسيل. وبالشكل نفسه تعرضت قريتي بوصطانجي وجوزل يورط لسيل في 16 يناير عام 2010 ميلاديًا. أُغلق الطريق الواصل بين بوصطانجي وطاشبينار نتيجة تعرضه للخسائر. وفي يوم 23 يناير أنتهت أعمال الصيانة، وأُفتتح مرة أخرى.

## الثقافة

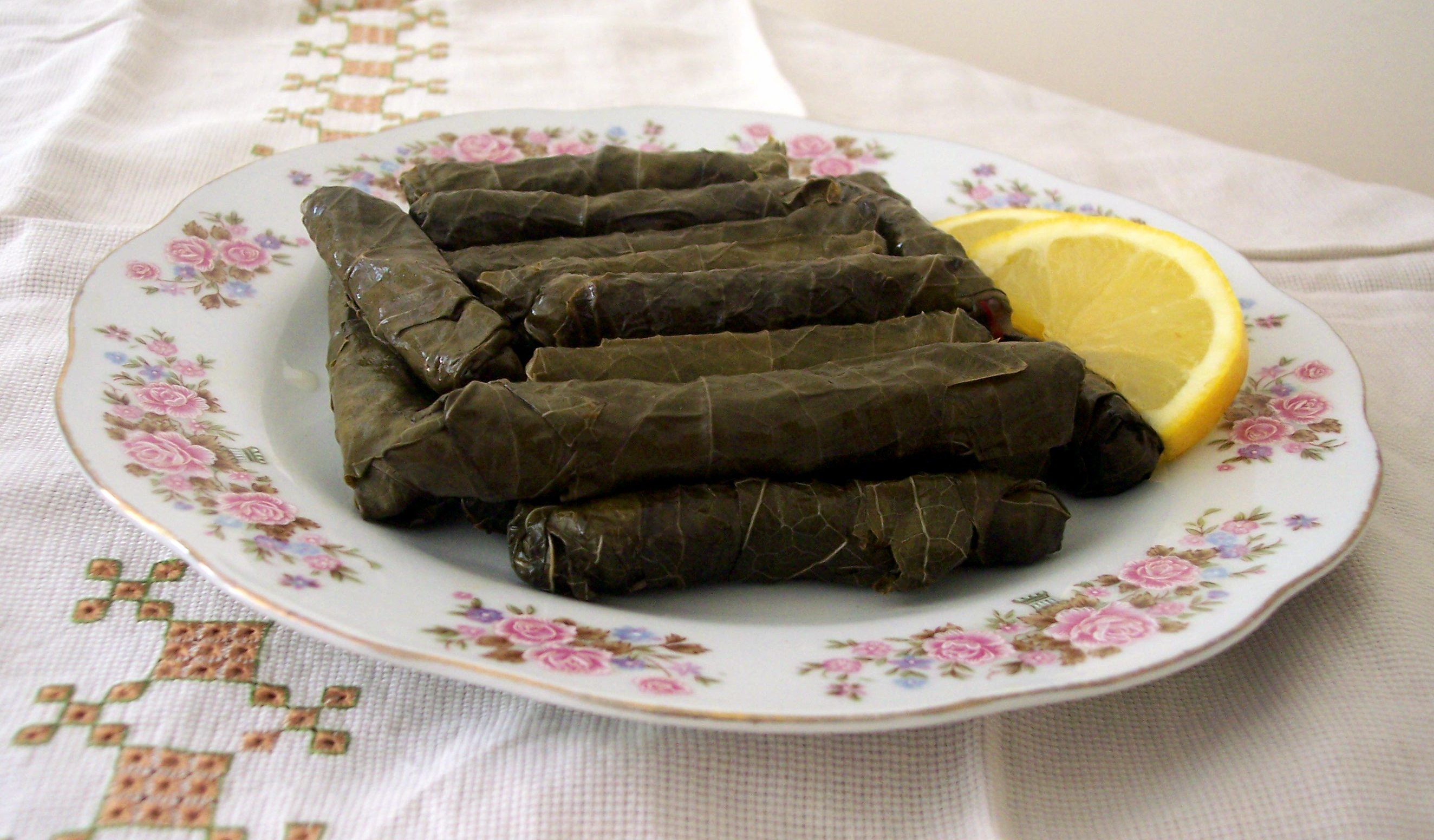
ورق العنب، أحد أطباق المأكولات في طاشبينار

ينظم أهل القرية من حين إلى آخر بعض النشاطات الأجتماعية. في 9 أكتوبر 2010، نظُم نشاط يدعى " يوم الأنغوايم" في مدرسة طاشبينار الأبتدائية وأنضم إلى هذا النشاط أهالي القري الذين يعيشون في طاشبينار ومن خارجها. تعود أكلات القرية إلى ثقافة قبرص. ومن بين هذه الأكلات؛" تشيشك دولماسي- çiçek dolması،" بيلافونا- pilavuna"  ، "سميت هلافاسي- simit helvası"  و" يلانجي دولما/ ورق العنب- yalancı dolma".
و في معظم الأحيان يلعب الأطفال في القرية نفس الألعاب التي تلعب في قبرص. من بينها «بيش تاش- beş daş» «لينجري-lingiri»، «كابيجي باشي- kapıcı başı»، ولعبتي «تيب-tıp واشك-aşk»، جافرون جافرون جافرونجوك-gavrun gavrun gavruncuk"، " جول ساتاريم-gül satarım"، "الايدن مالايدن-alaydan malaydan"،"اشيجي سوفاردين مي- eşecii suvardın mı"،" لعبة بادم-padem oyunu«، شيكر الي توز- şeker ile tuz» و «اوزون اشيك-uzun eşek». بيش تاش (beş taş)؛ تلعب بخمسة احجار. أما لعبة ألايدن مالايدن (alaydan malaydan) فهي تلعب من قبِل الفتيات الصغار.
في ايامنا هذة تلُبس هناك ملابس أهل الجزيرة. لكن في فترة 1960 كانت الفتيات ترتدي البنطلون، اما الرجال كانوا يرتدون سراويل قصيرة ونالت هذه الموضة أعجاب الكثيرين آن ذاك.

### اللغة
يُتحدث في القرية اللغة التركية القبرصية. واجهت بعض الكلمات التغير الجزئي، وبعضها الآخر قد تغير بالكامل. على سبيل المثال في لغة الحديث حفرفى"nl" ينطقا"nn". هذا عرض لبعض التغيرات بين اللغة التركية والمحللية.
| اللغة التركية | اللغة المحلية |
| ------------- | ------------- |
| kahve         | gave          |
| patates       | badadez       |
| haydi         | hade          |
| lemonata      | lemonatda     |
| oarada        | oraşda        |
| dakika        | tayka         |
| pabuç         | babuç         |
| samanlık      | samannıg      |
| baba          | buba          |
| yastık        | yasdık        |

|
| الفرق بين اللغة المحلية واللغة التركية | الفرق بين اللغة المحلية واللغة التركية |
| -------------------------------------- | -------------------------------------- |
| çöp                                    | Zibil                                  |
| kova                                   | Lenger                                 |
| kuşkonmaz                              | ayrelli                                |
| siyah susam                            | garacocco                              |
| basamak                                | seki                                   |
| mont / ceket                           | sakgo                                  |

## الأسلوب المعماري
معظم بيوت القرية مصنوعة من الطين وابوابها ما الخشب. يوجد أيضاً ميادين بالقرية. هناك بعض المنازل المصنوعة من الخرسانة، في الاونة الاخيرة ظهر بعض التطور خارج القرية وفي المنطقة القريبة منها. في داخل المدينة نجد الأشجار امام البيوت. الكثير من البيوت مهملة ومهجورة. في الشوارع نجد الجرار ووسائل المواصلات الغي مستخدمة.

### المعالم الأثرية
- أنشاء الوزينيان كنسية بالقرية.على الرغم من بقاء أطلال الكنيسة حتى القرن العشرين فأن لم يبق شئ منها على الأرض الآن. أن مكان بناء هذه الكنيسة بمثابة مكان للأسترخاء لأهل القرية. في اواسط القرن العشرين جاء خطاب من فرنسا يسأل عن حال الكنيسة.
- أن من المعلام الأثرية للقرية نجد بئران للمياة. أحدهما سمي هاجي مللا أسسه أحد الأفراد ويسميه الناس هاجى مللا اسكساسي. أما عن البئر الآخر فقد اسسه 24 شخص من أهالي القرية.
- الجامع الموجود بالقرية أسُس خلال فترة الدولة العثمانية. مصنوع من الأحجار المنحوتة.[52] في عام 1927 كان هذا الجامع مؤسسة خيرية.[53] في هذا الصرح "sekiz gömlek" و "on belgesi" و "on bir varağı".[54] هنا كلمة gömlek تعني «ملف مربع»[55] وكلمة varak تعنى «ورق الكتابة».[56]
- في عام 1947 قتل الروم 8 من أفراد القرية ودفن سبعة منهم في مقابر الشهداء. في مدخل مقبرة الشهداء نجد أسم 1974 منهم. أضافة إلى 3 أشخاص الذين قتلوا في 1974 و 1964، دفنوا أيضاً في مقابر الشهداء.[57]

## الجغرافيا
يبلغ أرتفاعها عن سطح البحر 182 مترًا. يتخللها جدول دوغانجي. يقع أقرب السدود علي بحيرة لافكا. تقع على مساحة 6727 دونم أي ما يساوي 6.727 كيلومتر مربع. يُستخدم 3.081 كيلومتر مربع من هذه المساحة في الزراعة، ويُستخدم 0.132 كيلومتر مربع منها أيضًا كمراعي وأراضي عشبية. ونظرًا لعدم وجود الغابات في القرية، فإنه لا يتم استخدام مساحة 3.514 كيلومتر مربع.
يحيط بالقرية مرتفعات كبيرة جدًا ومنخفضات. في شمال القرية يكون أرتفاعها عن سطح البحر منخفضًا ثم تزيد بعد ذلك، بيما يقل الأرتفاع عن سطح البحر في الغرب. يرتفع جنوب وجنوب شرق القرية عن باقي مناطق القرية، بينما لا يختلف أرتفاع الشرق كثيرًا عن باق مناطق القرية. تظهر بعض التلال في المناطق المحيطة بالقرية. أحد هذه التلال يُسمى جرونيا، توجد ببها الثعالب، والجحور، والأعشاش.
يوجد أسفل القريية رواسب الحصى، يوجد الماء في هذه الرواسب خلال فترة البليوسين الجيولوجية. تعد هذه المياة المياة الجوفية لمقاطعة جوزل يورط، ولكنه توجد أقاويل حول نفاد هذه المياه الجوفية.
على الرغم من عدم مرور أي صدوع أسفل القرية، فإنها معرضة لخطر وقوع الزلازل.

### الموقع الجرافي
الرسم الموضح أدناه يوضح المناطق المجاورة والموقع الجغرافي:
| القرب من بعض المناطق | القرب من بعض المناطق | القرب من بعض المناطق |
| -------------------- | -------------------- | -------------------- |
| طاشبينارـ نيقوسيا    | 44.5 كم              | 27.7 ميل             |
| طاشبينارـ جوزل يورط  | 20.3 كم              | 12.5 ميل             |
| طاشبينارـ لافكا      | 9.5 كم               | 5.9 ميل              |

### المناخ
تتمتع القرية بمناخ البحر المتوسط. أكثر شهورها حرارة يوليو، بينما أكثر الشهور برودة يناير. متوسط أرتفاع درجة الحرارة على مدار العام 24.7 – 25.4 °C(درجة مئوية)، بينما يمثل أكبر أنخفاض لدرجة الحرارة ما بين -11.7 ــ -12.6 °C (درجة مئوية). بينما يكون متوسط درجة حرارة الهواء 18.3 ــ 19.2 °C (درجة مئوية). تتساقط الأمطار على القرية بمعدل 276 ــ 316 مم سنويًا. بينما تمثل نسبة الرطوبة 70 ــ 71 %.

### الأقتصاد
يعتمد أقتصاد القرية على الزراعة وتربية الماشية. يُزرع بها الشعير، والقمح، والخضروات، والحمضيات. كما يزرع بها أيضًا الشمام، والبطيخ؛ تشتهر القرية بشمامها، وبطيخها، وخضرواتها. تحتوي على عددٍ من الصوب الزراعية. تُأجر الأراض الزراعية من قرية بوصطانجي من أجل الزراعة.
بالإضافة إلى توافر بها أعمال الساقية. بها آبار تابعة لشركات مياة الشرب مثل: أفسو Evsu، وطاشبينار Taşpınar، وأنغولم Angolem. فضلًا عن وجود 10 عشرة آبار أخرى للمياة. كما قامت شركة أفسو Evsu بتأسيس مركز لفحص ومتابعة المياة الجوفية.
يوجد بجانب القرية معسكرًا يعمل على حفظ الأمن في القرية.
و نظرًا لقرب القرية من المنطقة الرابعة والخمسين للصيد وأحد المعسكرات (شمالًا)، فإنه يتم فرض حظر الصيد في منطقة التقاطع مع الجنوب. يُحرم الصيد في الأماكن المأهولة بالسكان. وأعتبارًا من عام 2010 ميلاديًا مُنِعَت عمليات الصيد الصغيرة تمامًا في القرية. بينما يسمح بعمليات الصيد الكبيرة والصغيرة في الشمال.

### السكان
تم تسجيل البيانات الأولية للقرية في عام 1831 ميلاديًا في عهد محمود الثاني. في عام 1831 ميلاديًا، أجريت أحصائية تعداد السكان لمعرفة عدد سكان الدولة العثمانية. ولكن هذا التعداد أحصى الرجال فقط. يمكن معرفة تعداد السكان في القرية عن طريق ضعف عدد الرجال.
| تعداد السكان حسب السنين | تعداد السكان حسب السنين |
| ----------------------- | ----------------------- |
| 2006                    | 212                     |
| 1996                    | 245                     |
| 1978                    | 232                     |
| 1964                    | 600                     |
| 1960                    | 222                     |
| 1946                    | 208                     |
| 1931                    | 198                     |
| 1921                    | 189                     |
| 1911                    | 154                     |
| 1901                    | 139                     |
| 1891                    | 126                     |
| 1831                    | 25                      |

ما بين عامي 1960 و 1996 ميلاديًا كان معدل سرعة الزيادة السكانية 0.27 %. بينما الفترة ما بين عامي 1996 و 2006 ميلاديًا حدث انخفاضا في تعداد السكان. كان هذا نتيجة عمليات الهجرة إلى المناطق الأخرى وعلى رأسهم بيقوسيا. بالأضافة إلى أن الزيادة الملحوظة عام 1964 ميلاديًا كان سببها المهاجرون اليونانيون إلى القرية.
أرتفع عدد السكان مواطني جمهورية قبرص الشمالية التركية الموجودين في القرية في عام 1998 ميلاديًا إلى 179 نسمة بعد أن كانت 173 نسموة في عان 1996 ميلاديًا. وبحسب هذا التعداد فإن معدل الزيادة بين مواطني قبرص الشمالية التركية في القرية بلغ 1.70 % سنويًا. في عام 1996 ميلاديًا كان عدد المواطنين الأتراك المقيمين بالقرية 72 شخص؛ يمثلون 29.39 % من أجمالي سكان القرية.
في الأغلب يتكون السكان من كبار السن. بينما يكون الشباب من المواطنين الأتراك.
الجدول أدناه يوضح تقسيم التعداد السكاني للقرية:
| التوزيع السكاني حسب النوع | التوزيع السكاني حسب النوع | التوزيع السكاني حسب النوع | التوزيع السكاني حسب النوع |
| ------------------------- | ------------------------- | ------------------------- | ------------------------- |
| السنة                     | المجموع                   | الذكور                    | الأناث                    |
| 2006                      | 212                       | 115                       | 97                        |
| 1996                      | 245                       | 133                       | 112                       |

أعتباراً من عام 2006 ميلاديًا كان بها 75 ضيفًا.
وفقًا لتعداد السكان الخاص بعام 1831 ميلاديًا فإن جميع السكان كانوا مسلمين أتراك.

## السياسة

### جمهورية شمال قبرص التركية
ترتبط القرية بدولة شمال قبرص، مقاطعة جوزل يورت، في ناحية قرية لافكا. تدخل قرية لافكا ضمن قري البلدية.

### العمدية
| عمداء القرية | عمداء القرية   |
| ------------ | -------------- |
| 2010         | عزت اوز تشاغلى |
| 2006-2010    | فيز الله سيردو |
| 1962-2006    | عارف صالح      |

علاوة على ذلك يوجد الآن في الأنتخابات، قدري مورال، حسن تشورباجى، اولوس تشكير وحسين يلماز.

### نتائج الأنتخابات

#### انتخابات برلمان شمال قبرص 2009
ضم 147 شخص اسمة للقوائم الأنتخابية في 19 أبريل. صوت 128 شخصاً. معدل التصويت كان 87,07%. كان معدل من صوتوا في الأنتخابات الماضية 113 فيما يعنى 76,87% . أن 69,3% من أهالي القرية لهم حق التصويت أما 30,7% الباقين ليس لهم الحق. يظهر أمامنا في هذا جدول الأصوات التي حصلت عليها الأحزاب السياسية بالأنتخابات في 19 أبريل.
| الحزب                      | الأصوات التى حصل عليها   | معدل التصويت |
| -------------------------- | ------------------------ | ------------ |
| حزب الوحدة الوطنية         | 295                      | 43.83%       |
| الحزب الجمهورى التركى      | 206                      | 30.61%       |
| الحزب الديمقراطى           | 86                       | 12.78%       |
| حزب قبرص المتحدة           | 35                       | 5.20%        |
| الحزب الديمقراطى الأشتراكي | 35                       | 5.20%        |
| حزب الحرية والأصلاح        | 16                       | 2.38%        |
| حزب السياسة من أجل الشعب   | 0                        | 0.00%        |
| المرشحين المستقلين         | الأصوات التى حصلوا عليها | معدل التصويت |
| جوكهان برنجى               | 0                        | 0.00%        |
| جوركين ايلم                | 0                        | 0.00%        |
| كاظم اونجن                 | 0                        | 0.00%        |
| المجموع                    | 673                      | 100.00%      |

- هذا الترتيب حسب تقارير اللجنة العليا للأنتخابات.[93]

#### الأنتخابات الرئاسية شمال قبرص 2010
تقدم 147 شخص للقوائم الأنتخابية في 18 أبريل. تقدم 118 شخص للأنتخابات. معدل التصويت 80.27%. كان عدد التصويت في الأنتخابات الماضية 118 شخص. هذا الجدول يعرض لنا الأصوات التي حصل عليها المرشحون في القري.
| المرشح            | عدد الأصوات التى حصل عليها | معدل التصويت |
| ----------------- | -------------------------- | ------------ |
| درويش أرغول       | 61                         | 51.69%       |
| مصطفى كمال        | 1                          | 0.85%        |
| عارف صالح كيرداغ  | 0                          | 0.00%        |
| محمد على طلعت     | 46                         | 38.98%       |
| زكى بشيكتبلى      | 4                          | 3.39%        |
| أيهان كمال        | 0                          | 0.00%        |
| تحسين أرتوغلواغلو | 2                          | 1.62%        |
| المجموع           | 118                        | 100.00%      |

- هذا الترتيب حسب تقارير اللجنة العليا للأنتخابات.[94]

#### الأنتخابات الرئاسية بشمال قبرص 2005
أنضم 147 شخص للقوائم الأنتخابية في 17 أبريل. صوت 119 شخص. معدل التصويت 82,07%. هذا الجدول يوضح الأصوات التي حصل عليها المرشحون في الأنتخابات.
| المرشح            | عدد الأصوات التى حصل عليها | معدل التصويت |
| ----------------- | -------------------------- | ------------ |
| زهرة جنجيز        | 1                          | 0.89%        |
| مصطفى أرجى أوغلو  | 18                         | 15.38%       |
| حزب جديد          | 0                          | 0.00%        |
| محمد على طلعط     | 57                         | 48.72%       |
| درويش أرغول       | 20                         | 17.02%       |
| حسين أنغوليم      | 14                         | 11.97%       |
| أيهان كايماك      | 0                          | 0.00%        |
| عارف صالح كير داغ | 0                          | 0.00%        |
| زكى بشيك طلبى     | 7                          | 5.98%        |
| المجموع           | 117                        | 100.00%      |

- هذا الترتيب حسب تقارير اللجنة العليا للأنتخابات.[95]

### جمهورية قبرص
تقع قبرص الشمالية تحت أدارة منطقة نيقوسيا وكود البريد الخاص بها هو 2826.

### منظمات المجتمع المدنى
ليس هناك الآن أي جهة مختصة بمنظمات المجتمع المدنى في القرية. لكن نجد بالاسفل قائمة بأسامى المنظمات التي كانت تعرف من قبل:
- لجنة طاشبينار للمياة، أسست هذة اللجنة من أجل توفير المياة للقرية والأدوات الخاصة بالعناية بها. كانت موجودة عام 1960.[96]
- مؤسسة جامع انغوليم الشريف، يوجد عنها معلومات بطاشبينار أنها مؤسسة خيرية.

## البنية التحتية
تتوافر المياة بإستمرار في طاشبينار. تُجمع القمامة من القرية عن طريق بلدية لافكا وتُلقى في قرية آبلتش. وحتى الآن لا توجد بها أي شبكات للصرف الصحي.
أقرب مكاتب البريد، والبنوك، وأقسام الشرطة توجد في بلدية لافكا.
توجد بالقرية مدرسة أبتدائية، ولكن لا يتم أستخدامها؛ ولذلك يضطر أطفال القرية إلى الذهاب إلى المدارس الموجودة بالمنطقة وخاصة مدرسة بوصطانجي الأبتدائية. يوجد بها أيضًا مدارس معادلة المدارس الثانوية مثل: مدرسة لافكا جازي الثانوية ومدرسة غنجيز طوبال الثانوية المهنية، كما توجد بها جامعة لافكا الأوروبية. تتصل طاشبينار بسنترال الأتصالات الخاص بقرية دوغانجي. يبدأ كود/رمز الهاتف في جميع أنحاء قبرص الشمالية +90392، بينما يبدأ الكود الأقليمي لها بـ 723. بالإضافة إلى توافر خدمة خط اشتراك رقمي غير متماثل المشغلة لخدمات الأنترنت.

### المواصلات
يوجد بها طريق أسفلتي، ولكنها دُمِرَ نتيجة مرور ناقلات البترول. يبلغ عرض هذا الطريق الأسفلتي من 3 إلى 5 أمتار. تقع قرية دوغانجي على الجانب الشرقي لهذا الطريق، بينما يقع على الجانب الغربي قرية طاش كوي. كما يوجد أيضًا طريق آخر يصل مياشرًا إلى الجنوب، ولكن لا يمكن المرور من هذه الطريق إلى الجهة الجنوبية. يوجد أيضًا طريق ممتد من قرية دوغانجي، هذا الطريق هو أول طريق أسفلتي يمتد إلى القرية، وقد مُدَّ عام 1990 ميلاديًا تقريبًا. وقبل هذا التاريخ كان يستخدم طريقًا ترابيًا.